# Резолюция 287 на Съвета за сигурност на ООН
Резолюция 287 на Съвета за сигурност на ООН е приета единодушно на 10 октомври 1970 г. по повод кандидатурата на Фиджи за членство в ООН. С Резолюция 287 Съветът за сигурност препоръчва на Общото събрание на ООН Фиджи да бъде приета за член на Организацията на обединените нации.